# Marina (nome)
Marina  è un nome proprio di persona italiano femminile.

## Varianti
- Femminili
  - Alterati: Marinella[1], Marinetta
  - Ipocoristici: Rina[1]
- Maschili: Marino[1]

### Varianti in altre lingue
- Bulgaro: Марина (Marina)[1]
- Croato: Marina[1]
- Danese: Marina[1], Maren[1][2]
  - Ipocoristici: Marna[1][2]
- Francese: Marine[1][2]
- Georgiano: მარინა (Marina)[1]
- Greco moderno: Μαρινα (Marina)[1]
- Inglese: Marina[2]
- Latino: Marina[1]
- Macedone: Марина (Marina)[1]
- Norvegese: Marina[1], Maren[1][2]
- Olandese: Marina[1], Marijn[1]
  - Ipocoristici: Rina[1]
- Polacco: Maryna
- Portoghese: Marina[1]
- Rumeno: Marina[1]
- Russo: Марина (Marina)[1]
- Serbo: Марина (Marina)[1]
- Spagnolo: Marina[1]
- Svedese: Marina[1]
- Tedesco: Marina[1], Maren[2]
  - Ipocoristici: Ina[1]

## Origine e diffusione
Nome di origine latina, è la forma femminile del cognomen romano Marinus; esso viene ricondotto all'aggettivo marinus ("marino", "appartenente al mare, “proveniente dal mare")
In Inghilterra, il suo uso è attestato dal XIV secolo.

## Onomastico
Il nome è stato portato da numerose sante; l'onomastico si può festeggiare in memoria di una qualsiasi di esse, alle date seguenti:
- 18 giugno, santa Marina, monaca che visse in convento camuffata da uomo con il nome di Marino[3]
- 18 giugno, beata Marina di Spoleto, religiosa agostiniana[3]
- 18 luglio, santa Marina di Orense, vergine e martire ad Aguas Santas (presso Orense)[3]
- 20 luglio, santa Marina, vergine e martire di Antiochia di Pisidia, generalmente identificata con santa Margherita di Antiochia[2][3]
- 28 settembre, santa Marina di Omura, religiosa e martire a Nagasaki[3]

## Persone

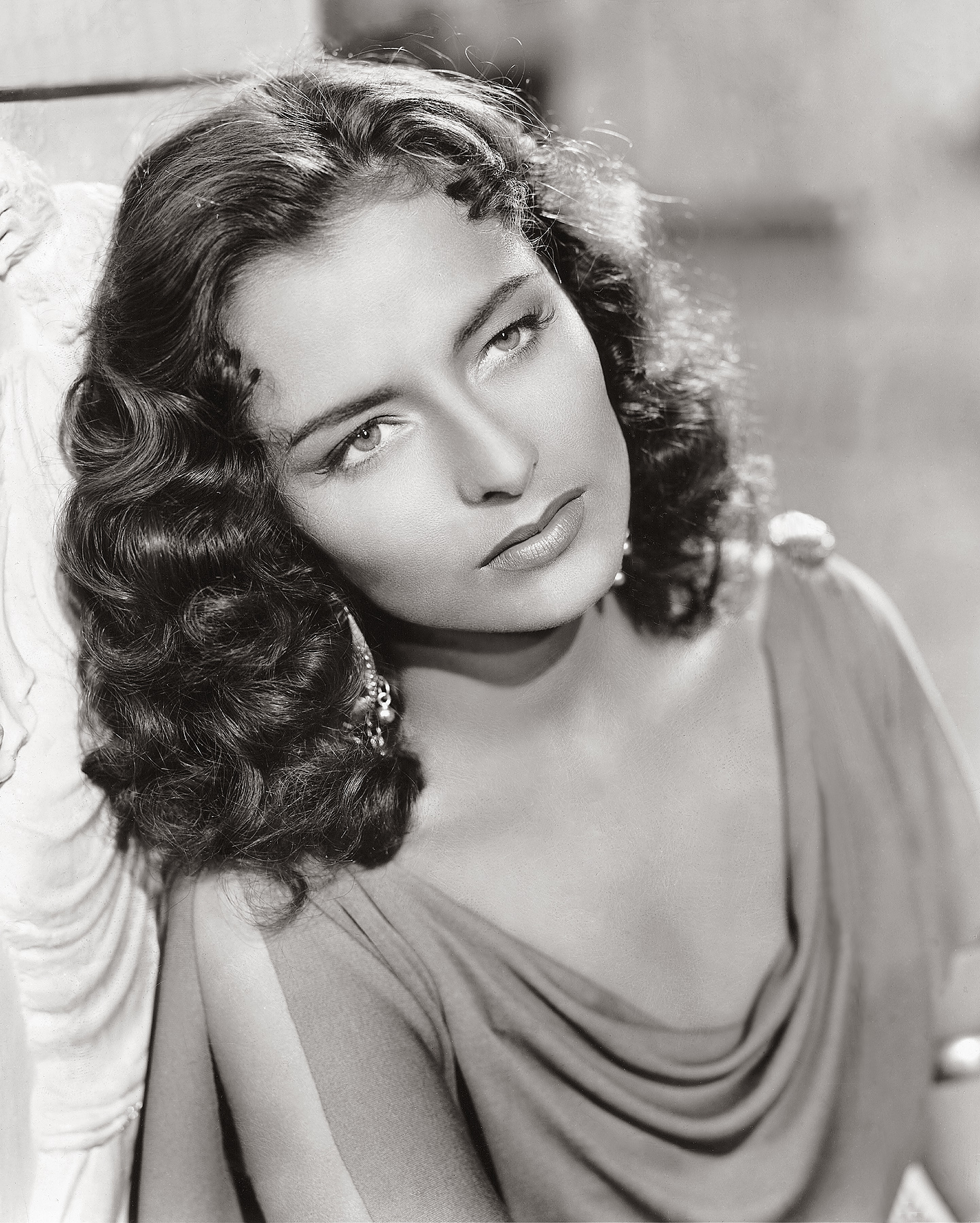
Marina Berti

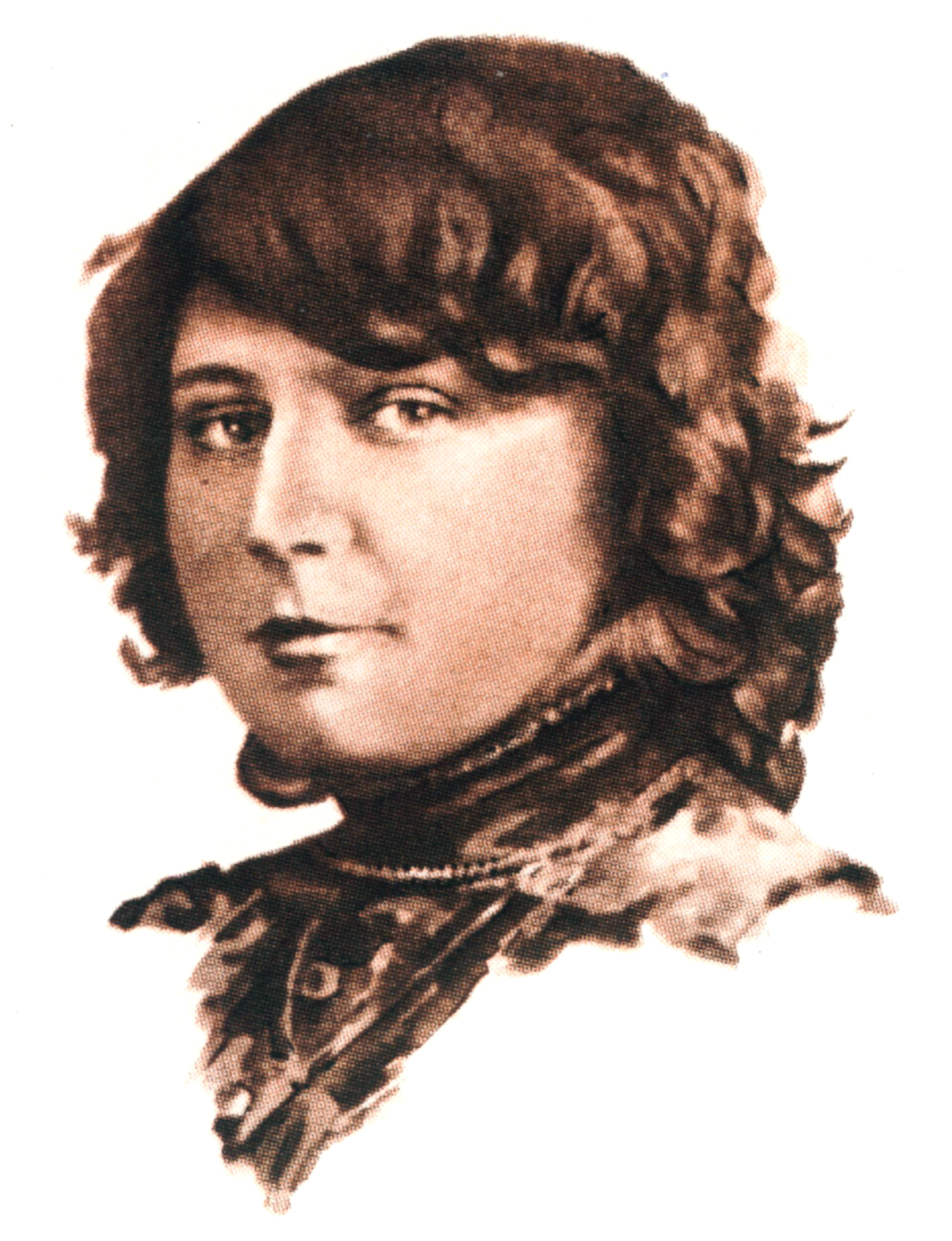
Marina Ivanovna Cvetaeva

- Doña Marina, altro nome con cui è nota la Malinche, schiava azteca che servì da interprete a Hernán Cortés
- Marina di Grecia, moglie di Giorgio, duca di Kent
- Marina Abramović, artista montenegrina
- Marina Berlusconi, imprenditrice e dirigente d'azienda italiana
- Marina Berti, attrice italiana
- Marina Cicogna, produttrice cinematografica, fotografa e sceneggiatrice italiana
- Marina Comparato, mezzosoprano italiano
- Marina Confalone, attrice italiana
- Marina Ivanovna Cvetaeva, poetessa e scrittrice russa
- Marina Lima, cantautrice e attrice brasiliana
- Marina Lotar, attrice, ex pornoattrice ed ex modella svedese naturalizzata italiana
- Marina Malfatti, attrice italiana
- Marina Massironi, attrice e doppiatrice italiana
- Marina Mniszech, nobile e avventuriera polacca
- Marina Occhiena, cantante italiana
- Marina Rei, cantante italiana
- Marina Ricolfi Doria, sciatrice nautica svizzera
- Marina Ripa di Meana, personaggio televisivo, stilista e socialite italiana
- Marina Rocco, attrice italiana
- Marina Severa prima moglie dell'imperatore romano Valentiniano I
- Marina Sirtis, attrice britannica naturalizzata statunitense

## Il nome nelle arti
- Marina è la moglie deceduta del vicequestore Rocco Schiavone che compare in ogni romanzo di Antonio Manzini.
- Marina è un personaggio della commedia I rusteghi di Carlo Goldoni.
- Marina è il nome di una delle sette nane nel film d'animazione Biancaneve - E vissero felici e contenti.
- Marina è un personaggio del film del 1987 La famiglia, diretto da Ettore Scola.
- Marina è un personaggio del film del 2008 Pranzo di ferragosto, diretto da Gianni Di Gregorio.
- Marina di Malombra è la protagonista del romanzo Malombra di Antonio Fogazzaro.
- Marina Bellezza è un personaggio dell'omonimo romanzo di Silvia Avallone.
- Marina Blau è un personaggio del romanzo di Carlos Ruiz Zafón Marina.
- Marina Capretti è un personaggio del film del 1960 Crimen, diretto da Mario Camerini.
- Marina Cooper è un personaggio della soap opera statunitense Sentieri.
- Marina Giordano è un personaggio della soap opera Un posto al sole.
- Marina Gregg è la protagonista del romanzo Assassinio allo specchio di Agatha Christie, nonché del film omonimo che ne fu tratto nel 1980 per la regia di Guy Hamilton.
- Marina Kröger è un personaggio della soap opera CentoVetrine.
- Marina Mari è un personaggio del film del 1945 Roma città aperta, diretto da Roberto Rossellini.
- Marina Pinardi è un personaggio del film del 1983 Sapore di mare, diretto da Carlo Vanzina.
- Marina è una canzone di Rocco Granata.
- La canzone di Marinella è una canzone di Fabrizio De André.
- Marinette è la protagonista della serie animata Miraculous - Le storie di Ladybug e Chat Noir.
- Marinella Sgarri è un personaggio del film del 2015 Italiano medio, diretto e interpretato da Maccio Capatonda.